# Stefan Lehmann
Stefan Lehmann (* 13. November 1951 in Caputh), auch Stephan Lehmann, ist ein deutscher Klassischer Archäologe.

## Leben und Wirken
Stefan Lehmann studierte ab 1974 Klassische Archäologie, Alte Geschichte, Kunst- und Kulturgeschichte zunächst an der Humboldt-Universität zu Berlin. Nach einer Unterbrechung setzte er 1980 das Studium an der Universität Bonn fort und war Stipendiat der Friedrich-Ebert-Stiftung. Im Jahr 1985 legte er sein Magisterexamen ab und wurde 1987 in Bonn bei Nikolaus Himmelmann mit einer Arbeit zum Thema Mythologische Prachtreliefs der Kaiserzeit promoviert. Von 1989 bis 1991 war er Wissenschaftlicher Assistent an der Universität Heidelberg und von 1992 bis 1998 an der Friedrich-Alexander-Universität Erlangen-Nürnberg. An der Universität Münster arbeitete er zwischen 2002 und 2007 in dem von der DFG geförderten Forschungsunternehmen Christlicher Staat und „panhellenische“ Heiligtümer. Zum Wandel paganer Kultstätten im spätantiken Griechenland.
Im Jahre 2000 wurde Lehmann an der Universität Halle mit einer Schrift zum Thema Siegerstatuen in Olympia habilitiert und 2009 zum außerplanmäßigen Professor für Klassische Archäologie ernannt. Hauptamtlich leitete er ab 2007, in der Nachfolge Manfred Oppermanns, das Archäologische Museum der Martin-Luther-Universität Halle-Wittenberg und wirkte als Hochschullehrer. In dieser Zeit zeigte das Museum zahlreiche Ausstellungen und war an Sonderausstellungen beteiligt, darunter Oskar Kokoschkas Antike: Eine europäische Vision der Moderne (2010, zusammen mit Katja Schneider), Der falsche Augustus. Ein fragliches Bronzebildnis des ersten römischen Kaisers (2014), Goethes allerliebste Klytia – Metamorphosen einer Frauenbüste (2016), Die Entdeckung der antiken Malerei im 18. Jahrhundert: Turnbull – Paderni – Winckelmann (2017, Museum universitatis der Zentralen Kustodie), Vaterländischer und antiker Gräberkult in Dessau-Wörlitz (2017), Antike Wand- und Marmorbilder in Aquarellkopien des Archäologischen Museums von Otto Donner von Richter und Émile Gilliéron (2018) sowie Ideale. Moderne Kunst seit Winckelmanns Antike (2018, zusammen mit Olaf Peters und Elisa Tamaschke). 2013 legten die Sammlungsverantwortlichen der hallischen Universität unter seiner Leitung die erste Publikation aller Universitätssammlungen und Museen vor. Im August 2018 trat er in den Ruhestand.
Als Gastwissenschaftler arbeitete Lehmann am University College und dem Warburg Institute in London (Humboldt-Forschungsstipendiat, Honorary Research Fellow, UCL, Department of History, 1991/92) sowie am Archäologischen Seminar der Universität Münster (2000–2002), am Institut für Religionswissenschaft der Universität Bremen (2002), am Winckelmann-Institut der Humboldt-Universität zu Berlin (2005), an der Stiftung Weimarer Klassik und Kunstsammlungen (2005, 2019), an der Herzog August Bibliothek in Wolfenbüttel (2008) sowie den Staatlichen Museen zu Berlin (2011). Daneben vertrat er zwischen 2004 und 2016 mehrfach Professuren an den Universitäten in Münster und Halle an der Saale.
Lehmanns Forschungen umfassen die Bildsprache der griechischen und römischen Plastik, die Kunst- und Kulturgeschichte des antiken Sports und seines Nachlebens, die antike Religionsgeschichte und Kulttopographie antiker Heiligtümer mit dem Schwerpunkt Olympia in der Kaiserzeit und Spätantike sowie die Antikenrezeption und Archäologiegeschichte.

## Kontroversen
Außerhalb des Faches wurde Lehmann im Rahmen einer Auseinandersetzung mit der Winckelmann-Gesellschaft in Stendal, der er seit 1974 angehörte, und dem Archäologen Max Kunze bekannt. In der Folge verlor Lehmann 2009 seine Mitgliedschaft in der Winckelmann-Gesellschaft und im Jahr 2012 vor dem Oberlandesgericht Naumburg.  Anlass war eine von Kunze kuratierte Sonderausstellung des Winckelmann-Museums in Stendal, in der die Bronzebüste Alexanders des Großen aus dem Besitz des Antikenhändlers Robin Symes gezeigt wurde, deren Echtheit Lehmann bestritt und die er der Fälscherwerkstatt des Spanischen Meisters zuwies. Heute gilt als erwiesen, dass es sich bei der Büste um eine moderne Antikenfälschung und um ein Objekt des illegalen Antikenhandels handelt.
2014 wurde in Halle die von Lehmann organisierte Ausstellung „Der falsche Augustus. Ein fragliches Bronzebildnis des ersten römischen Kaisers“ gezeigt. Damit war ein Workshop verbunden, deren Beiträge im Jahr 2015 unter dem Titel Authentizität und Originalität antiker Bronzebildnisse publiziert wurden. Die Fälschungsproblematik antiker Bronzebildnisse wurde hier vertieft und exemplarisch Lösungsansätze diskutiert. Diese Veröffentlichung führte in der internationalen Fachwelt zu Diskussionen, die sich insbesondere um den „Alexander Stendal“ und „Alexander Basel“ entspannen.

## Schriften (Auswahl)
- Mythologische Prachtreliefs (= Studien zur Kunst der Antike und ihrem Nachleben. Band 1). Weiss, Bamberg 1996, ISBN 3-928591-80-0 (= Dissertation Universität Bonn 1988).
- Alexander der Große – einst in Stendal. Original – Kopie – Fälschung? (= Kataloge und Schriften des Archäologischen Museums der Martin-Luther-Universität. Band 2). Halle (Saale) 2009, ISBN 978-3-941171-29-9.
- Gestern. Heute! Morgen? Das Archäologische Museum der Martin-Luther-Universität in Halle auf der Suche nach seinem Platz zwischen Tradition und Moderne (= Kataloge und Schriften des Archäologischen Museums der Martin-Luther-Universität. Band 5). Halle 2013, ISBN 978-3-941171-83-1.
- Goethes allerliebste Klytia – Metamorphosen einer Frauenbüste (= Kataloge und Schriften des Archäologischen Museums der Martin-Luther-Universität. Band 6). Halle 2016, ISBN 978-3-95741-046-7.
- Ideale. Moderne Kunst seit Winckelmanns Antike, Schriften für das Kunstmuseum Moritzburg Halle (Saale), Band 16, Dresden 2018 (mit Olaf Peters und Elisa Tamaschke), ISBN 978-3-95498-392-6.

als Herausgeber
- mit Michael Wiemers: Andreas Puchta, Die deutsche evangelische Kirche in Rom. Planung, Baugeschichte, Ausstattung (= Studien zur Kunst der Antike und ihrem Nachleben. Band 2). Weiss, Bamberg 1997, ISBN 3-928591-81-9.
- mit Andreas E. Furtwängler: Kataloge und Schriften des Archäologischen Museums der Martin-Luther-Universität. Halle an der Saale 2008ff.
  - Bd. 7: Die Aquarellkopien antiker Wand- und Marmorbilder des Archäologischen Museums von Émile Gilliéron u.a. Mit Beiträgen von Wolfgang Ehrhardt, Henryk Löhr und Christina Mitsopoulou. Fotografien von Georg Pöhlein. Dresden 2021. ISBN 978-3-95498-618-7.
- mit Ralph Einicke u. a.: Festschrift für Andreas E. Furtwängler. Zurück zum Gegenstand (= Schriften des Zentrums für Archäologie und Kulturgeschichte des Schwarzmeerraume. Band 16). 2 Bände. Beier & Beran, Langenweißbach 2009, ISBN 978-3-941171-16-9.
- mit Katja Schneider: Oskar Kokoschkas Antike. Eine europäische Vision der Moderne. Katalog der Stiftung Moritzburg Halle. Hirmer, München 2010, ISBN 978-3-7774-2581-8.
- mit Andreas Gutsfeld: Der gymnische Agon in der Spätantike. Computus Druck, Gutenberg 2013, ISBN 978-3-940598-18-9.
- Akademische Sammlungen und Museen der Martin-Luther-Universität Halle-Wittenberg. Martin-Luther-Universität, Halle 2013, ISBN 978-3-86829-597-9.
- mit Hans-Werner Fischer-Elfert: Aegyptiaca und Papyri der Sammlung Julius Kurth. Archäologisches Museum der Martin-Luther-Universität Halle-Wittenberg, Bestandskatalog Band 1. Dresden 2014, ISBN 978-3-95498-134-2.
- Authentizität und Originalität antiker Bronzebildnisse / Authenticity and Originality of Ancient Bronze Portraits: Ein gefälschtes Augustusbildnis, seine Voraussetzungen und sein Umfeld / A Forged Portrait of Augustus, Its Prerequisites, and Its Surroundings. Beiträge des Wissenschaftlichen Werkstattgesprächs im Archäologischen Museum der Martin-Luther-Universität Halle-Wittenberg 2014. Sandstein, Dresden 2015, ISBN 978-3-95498-183-0.
- mit Michael Ruprecht: Die akademischen Sammlungen und Museen der Martin-Luther-Universität Halle-Wittenberg. Sandstein, Dresden 2017, ISBN 978-3-95498-306-3.